# Pipèto
Il pipèto o nusèt è un piatto tipico della cucina cremasca.

## Caratteristiche ed uso
Piatto povero, si presenta come un polpettone o uno sformato a base di verze, burro, aglio, formaggio o pangrattato e noce moscata.
Si usa principalmente come contorno, specialmente per accompagnare carni di maiale.

## Etimologia
Il nome pipèto deriva dal verbo cremasco dialettale pipà  [trad. it. = pipare] ovvero stufare lentamente, poiché un tempo la verza si lasciava disfare cuocendola sulla stufa per ore. La variante "nusèt" deriva da "nùs", con cui si indica in dialetto cremasco la noce moscata.

## Procedura
La verza viene sbollentata, e privata della costa, insaporita nell'aglio soffritto nel grasso, poi condita con il grana, le spezie e un tuorlo d'uovo. Infine la si lascia cuocere lentamente fino al disfacimento, a formare un composto omogeneo.